# 梁兰生
梁兰生（？—？），直隶正定（河北）人，清朝政治人物。廩贡出身。

## 生平
乾隆五十二年，擔任金山縣知縣。次年，接替王梦文任华亭县知县一职，1789年由程明愫接任。